# Suehiro Maruo
Suehiro Maruo (丸尾 末広, Maruo Suehiro) (nascido em 28 de janeiro de 1956 em Nagasaki, Japão) é um mangaká, ilustrador e pintor japonês.

## Biografia
O jovem artista Maruo mudou-se para Tóquio aos 15 anos e trabalhou como encadernador, depois de desistir do ensino médio. Ele tentou publicar seu primeiro mangá na Weekly Shōnen Jump aos 17 anos, mas foi rejeitado. Ele se afastou dos mangás por um tempo, até que aos 24 anos ele estreou oficialmente como mangaká em Ribon no Kishi (リボンの騎士). Foi nesse período que ele finalmente pôde seguir sua visão artística sem tantas limitações sobre o conteúdo gráfico de seu trabalho. Sua primeira antologia independente, Barairo no Kaibutsu (薔薇色の怪物; Monstro Cor de Rosa), saiu dois anos depois.
Maruo era um colaborador frequente da revista de mangás underground Garo (ガロ).
Como muitos artistas de mangá, Maruo às vezes faz aparições em suas próprias histórias.
Embora mais conhecido por seu trabalho como artista de mangaká, Maruo também produziu ilustrações para pôsteres de shows; capas de CD; revistas; romances; e vários outros meios de comunicação.
Embora relativamente poucos dos mangás de Maruo tenham sido publicados fora do Japão, seu trabalho tornou-se uma obra cult famosa internacionalmente.
Seu livro Shōjo Tsubaki (também conhecido como Amazing Freak Show do Sr. Arashi ) foi adaptado para um filme de animação ( Midori ) por Hiroshi Harada com trilha sonora de JA Seazer. Na Europa e na América do Norte, foi comercializado com o nome de Midori, em homenagem ao personagem principal. Foi lançado recentemente em DVD na França pela Cinemalta (o DVD inclui legendas em inglês).

## Estilo
Muitas das ilustrações de Maruo retratam sexo explícito e violência e, portanto, são chamadas de muzan-e contemporâneas, sendo este um subconjunto do ukiyo-e japonês que retrata violência ou outras atrocidades. O próprio Maruo apareceu em um livro de 1988 sobre o assunto com o colega artista Kazuichi Hanawa intitulado Bloody Ukiyo-e (江戸昭和競作無惨絵英名二十八衆句), apresentando seus próprios trabalhos contemporâneos ao lado das impressões tradicionais de Yoshitoshi e Yoshiiku .
O mangá de Maruo se enquadra na categoria japonesa de "grotesco erótico" (エログロ; " ero-guro "). As histórias geralmente acontecem nos primeiros anos da Era Showa no Japão. Maruo também tem um fascínio por esquisitices humanas, deformidades, defeitos congênitos e "estranhezas de circo". Muitos desses personagens figuram com destaque em suas histórias e às vezes são os temas principais de suas ilustrações. Dois de seus trabalhos mais recentes são adaptações de contos de Edogawa Rampo, como "O Estranho Conto da Ilha Panorama" e "A Lagarta". Uma tradução para o inglês da obra The Strange Tale of Panorama Island foi publicada pela Last Gasp em julho de 2013.

## Cidade Nua de John Zorn
O compositor John Zorn usou ilustrações de Suehiro para o encarte dos álbuns de sua banda Naked City. Zorn contribuiu com o prefácio da mais recente coleção de obras de Suehiro (publicada em 2005).
- 薔薇色ノ怪物 ( Barairo no Kaibutsu )
  - 1982, 25 de julho – Seirindo
  - 1992 – SeirindoISBN 4-7926-0105-3
  - 2000, 25 de fevereiro – SeirindoISBN 4-7926-0310-2 (nova edição)
- 夢のQ-SAKU ( Yume no Q-SAKU )
  - 1982, 25 de dezembro – SeirindoISBN 4-7926-0110-X
  - 2000, 14 de abril – SeirindoISBN 4-7926-0311-0 (nova edição)
- DDT
  - 1983, 25 de novembro – SeirindoISBN 4-7926-0122-3
  - 1999, 25 de janeiro - 青林工藝舎ISBN 4-88379-020-7 (nova edição)
- 少女椿 ( Shojo Tsubaki )
  - 1984, 25 de setembro – SeirindoISBN 4-7926-0129-0
  - 1999, 25 de agosto – SeirindoISBN 4-7926-0306-4 (edição revisada)
  - 2003, 24 de outubro - 青林工藝舎ISBN 4-88379-141-6 (edição revisada de 2003)
- キンランドンス ( Kinrandonsu )
  - 1985, 1 de setembro – SeirindoISBN 4-7926-0143-6
  - 2000, 20 de junho – SeirindoISBN 4-7926-0319-6 (nova edição)
- 丸尾末広ONLY YOU (maruo suehiro ONLY YOU)
  - 1985, 25 de dezembro
- パラノイア・スター ( Paranoia Star )
  - 1986, 31 de janeiro
  - 1994, 25 de setembro – 秋田書店ISBN 4-253-10379-0
- 江戸昭和競作無惨絵英名二十八衆句 ( Edo Shōwa Kyōsaku Muzan-e Eimei Nijūhasshūku (Bloody Ukiyo-e em 1866 e 1988))
  - 1988, 20 de janeiro
- 丸尾地獄 ( Maruo Jigoku )
  - 1983, 25 de novembro
  - 2001, 2 de outubro
- 国立少年 (ナショナルキッド) ( Kokuritsu Shōnen (National Kid))
  - 1989, 1 de agosto – SeirindoISBN 4-7926-0191-6
- 犬神博士 ( Inugami Hakase )
  - serializado em Young Champion
  - 1994, 25 de setembro
- 風の魔転郎 ( Kaze no Matenrō )
  - 1995, 25 de abril - 徳間書店ISBN 4-19-950011-1
- 丸尾地獄2 ( Maruo Jigoku 2 )
  - 1995 – Seirindo
  - 2001 12 de Dezembro – Seirindo
- 丸尾画報1 ( MARUOGRAPH1 ) (Maruo Gahō 1)
  - 1996, 1 de setembro - トレヴィル
- 丸尾画報2 ( MARUOGRAPH2 ) (Maruo Gahō 2)
  - 1996, 1 de novembro - トレヴィル
- ギチギチくん ( Gichigichi-kun )
  - serializado em Young Champion
  - 1996, 1 de dezembro - 秋田書店ISBN 4-253-10318-9
- 月的愛人LUNATIC LOVER'S
  - 1997, 25 de fevereiro – Seirindo
  - 1999, 20 de dezembro – Seirindo
- マルヲグラフ (Maruógrafo)
  - 1999, 1º de março - パロマ舎
- 新ナショナルキッド ( NEW NATIONAL KID ) (Shin National Kid)
  - 1999, 25 de novembro - 青林工藝舎ISBN 4-88379-044-4
- 笑う吸血鬼 ( Warau Kyūketsuki (Vampiro Risonho))
  - 1998-1999 - serializado em Young Champion[2]
  - 2000, 15 de março - 秋田書店ISBN 4-253-10310-3
- マルヲボックス 特装版 ( Maruo Box )
  - 2000, 1º de agosto – パロマ舎 (edição limitada a 50)
- マルヲボックス 普及版 (Maruo Box)
  - 2000, 1º de agosto – パロマ舎 (edição limitada a 100)
- 新世紀ＳＭ画報 ( Shinseiki SM Gahō )
  - 2000, 20 de agosto – 朝日ソノラマ
- ハライソ笑う吸血鬼２ ( Paraíso: Warau Kyūketsuki 2 )
  - 2003 - serializado em Young Champion[2]
  - 2004 – 秋田書店ISBN 4-253-10311-1
- 丸尾画報EX1 ( MARUOGRAPH EX 1 ) (Maruo Gahō EX 1)
  - 2005, 11 de junho – Edições Treville Pan-ExoticaISBN 4-309-90640-0 (nova edição expandida de 丸尾画報1)
- 丸尾画報EX2 ( MARUOGRAPH EX 2 ) (Maruo Gahō EX 2)
  - 2005, 11 de agosto – Edições Treville Pan-ExoticaISBN 4-309-90641-9 (nova edição expandida de 丸尾画報2)
- The Strange Tale of Panorama Island (パノラマ島綺譚, Panorama-tō Kidan)
  - 2008, 25 de fevereiro – EnterbrainISBN 4-7577-3969-9 (adaptação de uma história de Edogawa Rampo )

- Ing, Eric van den; Schaap, Robert (1992). Beauty and Violence. [S.l.: s.n.] ISBN 90-70216-04-3